# Agyagosszergény
Agyagosszergény (před rokem 1928 Fertőszergényagyagos, vyslovováno [aďagošsergéň]) je vesnice v Maďarsku v župě Győr-Moson-Sopron, spadající pod okres Sopron. Nachází se asi 5 km severovýchodně od Fertőszentmiklósu. V roce 2015 zde žilo 936 obyvatel, z nichž jsou 91,2 % Maďaři, 1,3 % Němci a 0,2 % Rumuni.
Sousedními obcemi jsou Fertőendréd, Petőháza, Vitnyéd a město Fertőszentmiklós.